# 쭝관선
종관선(중국어 정체자: 縱貫線, 병음: Zòng guàn xiàn 쭝관셴[*])은 타이완 해협을 따라 지룽시 런아이 구에 지룽 역에서 가오슝시 싼민 구 가오슝역에 이르기 타이완 철도 관리국의 철도 노선이다.

## 노선
- 종관선 (북쪽) : 지룽 - 주난
- 해안선 (해선) : 주난 - 주이펀 - 다두시 남 신호기 - 장화
- 종관선 (남쪽) : 장화 - 가오슝
- 타이중 선 (산선) : 주난 - 청궁 - 다두시 남 신호기 - 장화
- 청주이 선 : 청궁 - 주이펀